# Грађанска стамбена кућа у Лесковцу
Грађанска стамбена кућа у Лесковцу је грађевина која је саграђена почетком 20. века. Проглашена је непокретним културним добром Републике Србије и под заштитом је Завода за заштиту споменика културе Ниш.

## Опште информације
Кућа је подинута на почетку 20. века као стамбено трговачка. Приближно је квадратног облика, а састоји се из приземља и спрата. У спољној архитектури присутна је пластична декорација на фасади са свим елементима (завршни венац, парапетни прозорнивенци, пиластери, прозорски оквири у малтеру и др.) карактеристични за овај временски период, под утицајем већ установљених стилских облика декорисања. Поред свега наведеног зграду треба посматрати и као део уличног низа који представља својеврстан облик једне просторно амбијенталне целине.
Уписана је у регистар Завода за заштиту споменика културе Ниш 1989. године.